# Плопу (Горж)
Плопу (рум. Plopu) — село у повіті Горж в Румунії. Входить до складу комуни Хурезань.
Село розташоване на відстані 201 км на захід від Бухареста, 37 км на південний схід від Тиргу-Жіу, 54 км на північ від Крайови.

## Населення
За даними перепису населення 2002 року у селі проживали 253 особи, усі — румуни. Усі жителі села рідною мовою назвали румунську.